# Chagrin Falls
Chagrin Falls és una població dels Estats Units a l'estat d'Ohio. Segons el cens del 2000 tenia 4.024 habitants.

## Demografia
Segons el cens del 2000, Chagrin Falls tenia 4.024 habitants, 1.862 habitatges, i 1.100 famílies. La densitat de població era de 750,6 habitants/km².
Dels 1.862 habitatges en un 27,1% hi vivien nens de menys de 18 anys, en un 48,9% hi vivien parelles casades, en un 7,8% dones solteres, i en un 40,9% no eren unitats familiars. En el 36,9% dels habitatges hi vivien persones soles el 16% de les quals corresponia a persones de 65 anys o més que vivien soles. El nombre mitjà de persones vivint en cada habitatge era de 2,14 i el nombre mitjà de persones que vivien en cada família era de 2,81.
Per edats la població es repartia de la següent manera: un 22,2% tenia menys de 18 anys, un 3,5% entre 18 i 24, un 27,8% entre 25 i 44, un 26,9% de 45 a 60 i un 19,7% 65 anys o més.
L'edat mediana era de 43 anys. Per cada 100 dones de 18 o més anys hi havia 77,6 homes.
La renda mediana per habitatge era de 62.917 $ i la renda mediana per família de 90.094 $. Els homes tenien una renda mediana de 69.609 $ mentre que les dones 36.319 $. La renda per capita de la població era de 42.885 $. Aproximadament el 2,4% de les famílies i el 3,6% de la població estaven per davall del llindar de pobresa.

## Fills il·lustres
- Lois Griffiths (1899-1981), matemàtica i professora d'universitat

## Poblacions més properes
El següent diagrama mostra les poblacions més properes.